# اکس‌ادیت (اکس)
اکس‌ادیت (به انگلیسی: xedit) یک ویرایشگر متن برای سیستم پنجره‌ای اکس است. این برنامه از ابزار ویجت  Xaw  استفاده می‌کند. این برنامه در اواخر سال ۱۹۸۷ توسط Chris D. Peterson و در عصر کنسرسیوم اکس ام‌آی‌تی نوشته شد و تا اواخر دهه ۱۹۹۰ هم تقریباً دست‌نخورده باقی‌مانده بود. نسخه فعلی این برنامه توسط Paulo César Pereira de Andrade برای اکس‌فری۸۶ مورد بازبینی قرار گرفت و یک مفسر لیسپ به آن اضافه شد تا به عنوان یک ماشین‌حساب مورد استفاده قرار گیرد. در همان موقع او تغییراتی برای پشتیبانی از Xaw هم در برنامه اعمال کرد. همچنین این نسخه از برنامه اکس‌ادیت، از قالب‌بندی ساده متون، دندانه‌گذاری در متن، تشخیص اشتباهات نگارشی و .. هم پشتیبانی می‌کند.